# Haderslev
Haderslev (danskt uttal: [ˈhæðˀɐˌsle̝w], tyska: Hadersleben [ˈhaːdɐsleːbm̩] ( lyssna)) är en tätort och stad i Region Syddanmark i Danmark. Tätorten har 22 277 invånare (2024). Den utgör centralort i Haderslevs kommun och ligger på Jylland, cirka 26,5 kilometer söder om staden Kolding. Haderslev ligger på södra Jyllands östkust.
Staden är säte för biskopen i Haderslevs stift och har en domkyrka i tegel från 1200-talet, Haderslevs domkyrka. Den kyrkan blev dock domkyrka först år 1922 då Haderslevs stift upprättades. Innan dess hörde bland annat Haderslev till biskopen i Ribe. 1864–1920 var Nordslesvig och Haderslev en del av Preussen och Tyskland och staden hette då Hadersleben.
I Haderslev (Hadersleben) fanns ett svenskt konsulat (vicekonsulat till 1982) från åtminstone 1862 till 1993, då det drogs in.

## Historik
Haderslev blev köpstad omkring 1150 och fick 1292 en på danska skriven stadsbalk och var under medeltiden en ansedd handelsstad med dominikankloster och domkapitel, skyddat av Haderslevshus, senare av Hansborg. Här började den danska reformationen delvis tyskspråkig. Under 1600- och 1700-talet mycket hårt av krig och bränder. 1800-talet medförde en ny uppblomstring för staden.
År 1864 erövrades staden av Preussen, och upplevde då en nedgång, men fick en ny tillväxt i samband med att staden 1920 åter tillföll Danmark efter Versaillesfreden. Under den tyska tiden var staden känd som Hadersleben. Haderslev var från 1838 ett centrum för Nordslesvigs danskhet, och vid folkomröstningen 10 februari 1920 röstade 5 209 för en anslutning till Danmark medan 3 275 röstade för att kvarstå som tysk stad. I början av 1930-talet var 6 % av befolkningen tyskspråkig.